# María Herrera Muñoz
María Herrera Muñoz   (Oropesa, 26 d'agost de 1996) és una pilot de motociclisme espanyola que competeix al campionat del món des de la temporada del 2014. El 2024 va ser subcampiona del campionat del món femení (WCR), acabat d'instaurar aquell any.

## Carrera esportiva

### Primers anys
Nascuda a l'Oropesa castellana, el 2013 va esdevenir la primera dona a obtenir una victòria al campionat FIM CEV Repsol en guanyar la cursa de Moto3 al Motorland Aragón corrent amb el Junior Team Estrella Galicia 0,0. Va obtenir una altra victòria en la mateixa temporada al circuit de Navarra i va encapçalar la classificació provisional del campionat fins a la fase final a Jerez, on es va haver de retirar a la darrera cursa i va acabar quarta al campionat, a tretze punts del campió Fabio Quartararo. Herrera va ser companya d'equip de Quartararo al Junior Team Estrella Galicia 0,0 durant la temporada del 2014, al llarg de la qual, tot i aconseguir una victòria a la primera ronda, a Jerez, només va poder pujar al podi en dues ocasions i va quedar vuitena al campionat.

### Moto3

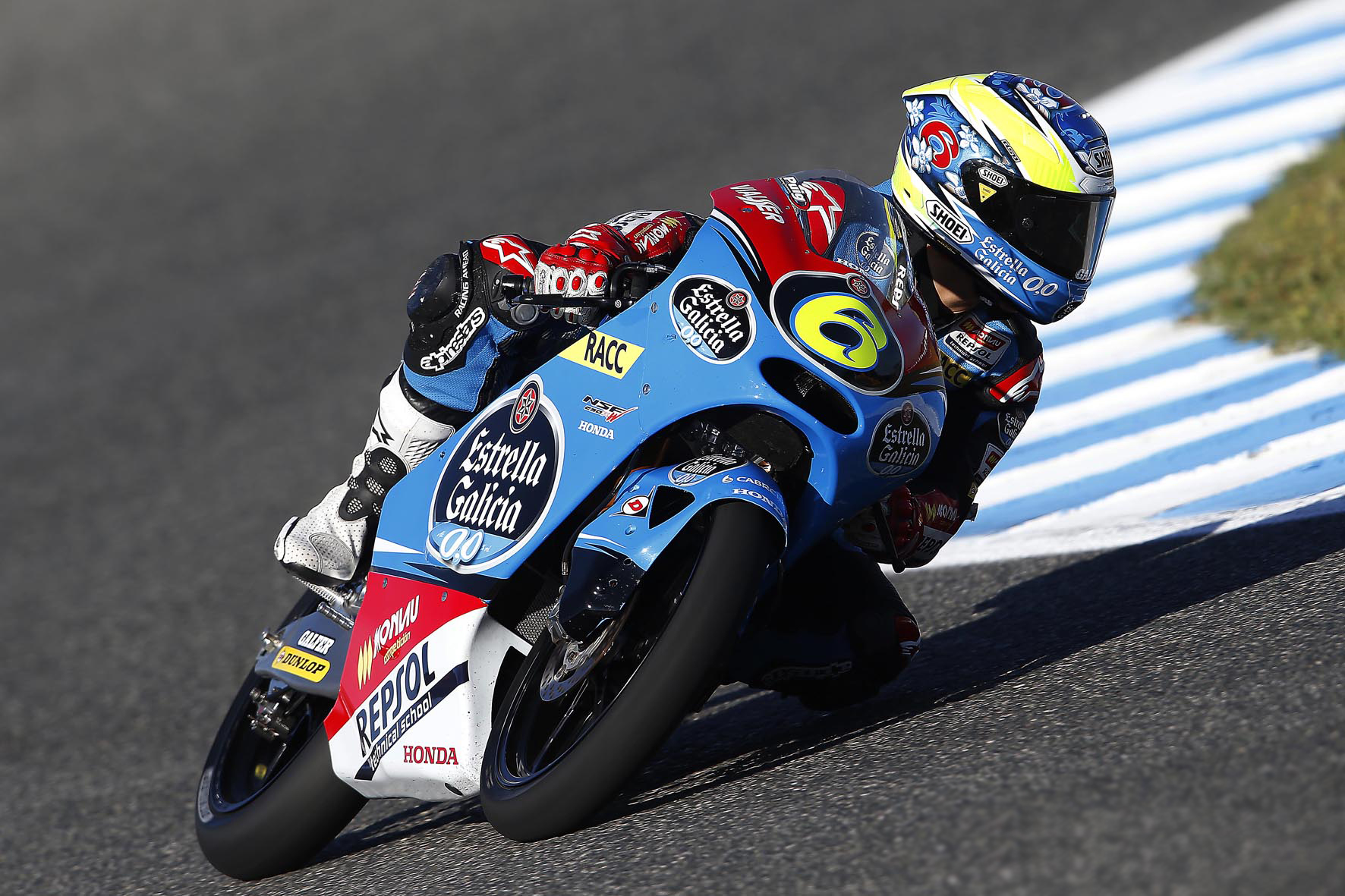
Herrera a Jerez durant el del 2014

Mentre competia al campionat d'Espanya, Herrera va participar en quatre ocasions com a comodí en Grans Premis del campionat del món de Moto3 amb el seu equip. El 2015 va disputar la temporada completa del mundial al costat d'Isaac Viñales amb l'equip Husqvarna Factory Laglisse. El millor resultat d'Herrera va ser un onzè lloc a Phillip Island.
De cara a la temporada del 2016, tot i ser inclosa a la llista provisional d'inscrits al mundial de Moto3 (ara com a companya de Lorenzo Dalla Porta al Team Laglisse amb motos KTM), el seu equip es va retirar del campionat abans de començar per problemes econòmics. Tanmateix, l'u de març, Herrera va anunciar la seva intenció de competir com a única integrant de l'equip Laglisse amb la KTM, havent de fer-se càrrec del manteniment de les motos i gestió de l'equip, del qual passà a ser propietària i pilot.
María Herrera va ser l'única pilot femenina al pàdoc del mundial el 2017, en què va competir amb l'equip AGR, el qual disposava d'una sola moto tant per al mundial de Moto3 com per al de Moto2. Herrera va participar al de Moto3.

### Supersport 300
El 2018, María Herrera va entrar a l'equip BCD Yamaha MS Racing, amb el qual competí amb una YZF-R3 al Campionat del Món de Supersport 300, on va acabar en la tretzena posició final.

### MotoE
Herrera va tornar als Grans Premis el 2019 com a segona pilot de l'equip Ángel Nieto per a la nova Copa del Món FIM de MotoE. El seu company va ser l'antic campió del món de 125cc Nico Terol. Herrera va competir amb l'equip Ángel Nieto a MotoE fins al 2024.

### WCR

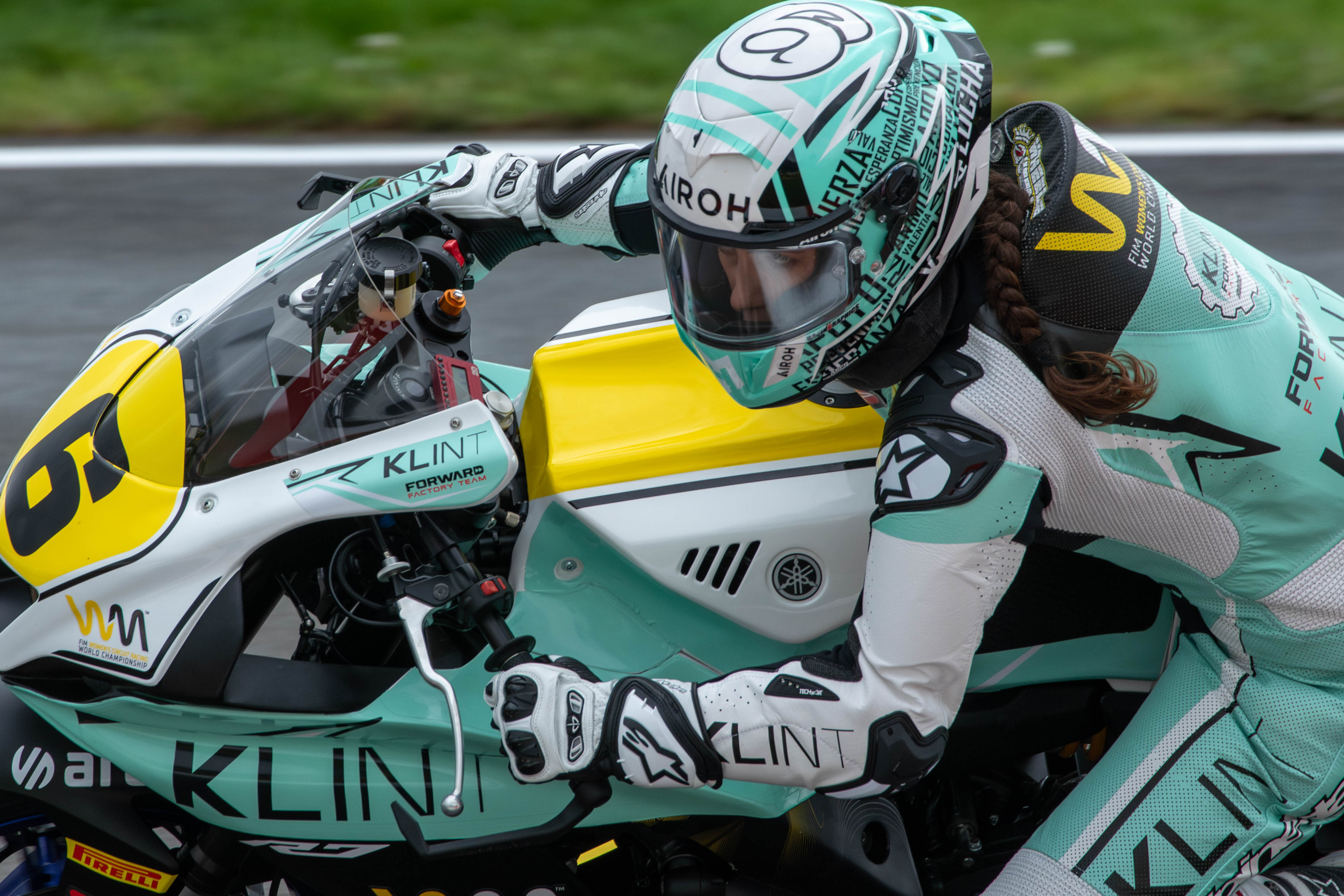
María Herrera a Donington Park durant el WCR del 2024

El 2024, Herrera va participar al Campionat del Món de motociclisme femení (WCR), tot just instaurat aquell any, amb el Klint Forward Factory Team. Va quedar-hi subcampiona per darrere d'Ana Carrasco.

## Palmarès

### Resultats al Mundial de motociclisme
Barem de puntuació de 1993 ençà:
| Posició | 1  | 2  | 3  | 4  | 5  | 6  | 7 | 8 | 9 | 10 | 11 | 12 | 13 | 14 | 15 |
| Punts   | 25 | 20 | 16 | 13 | 11 | 10 | 9 | 8 | 7 | 6  | 5  | 4  | 3  | 2  | 1  |

(Ids. Grans Premis | Llegenda) (Curses en negreta indiquen pole; curses en  itàlica indiquen volta ràpida)
| Any  | Categoria | Moto      | 1       | 2       | 3       | 4       | 5       | 6       | 7       | 8        | 9       | 10      | 11      | 12      | 13      | 14      | 15     | 16     | 17     | 18     | 19  | 20  | Pos | Pts |
| ---- | --------- | --------- | ------- | ------- | ------- | ------- | ------- | ------- | ------- | -------- | ------- | ------- | ------- | ------- | ------- | ------- | ------ | ------ | ------ | ------ | --- | --- | --- | --- |
| 2013 | Moto3     | KTM       | QAT     | AME     | ESP     | FRA     | ITA     | CAT     | NED     | GER      | INP     | CZE     | GBR     | SM      | ARA 29  | MAL     | AUS    | JPN    | VAL    |        |     |     | NC  | 0   |
| 2014 | Moto3     | Honda     | QAT     | AME     | ARG     | ESP 17  | FRA     | ITA     | CAT Ret | NED      | GER     | INP     | CZE     | GBR     | SM      | ARA     | JPN    | AUS    | MAL    | VAL 27 |     |     | NC  | 0   |
| 2015 | Moto3     | Husqvarna | QAT 22  | AME 17  | ARG Ret | ESP Ret | FRA 19  | ITA 21  | CAT 15  | NED Ret  | GER Ret | INP 24  | CZE 23  | GBR Ret | SM 24   | ARA 13  | JPN 26 | AUS 11 | MAL 18 | VAL 21 |     |     | 29a | 9   |
| 2016 | Moto3     | KTM       | QAT 16  | ARG 14  | AME 23  | ESP 19  | FRA 21  | ITA 21  | CAT Ret | NED 14   | GER DNS | AUT 14  | CZE 19  | GBR 26  | SM Ret  | ARA 28  | JPN 23 | AUS 15 | MAL NC | VAL    |     |     | 31a | 7   |
| 2017 | Moto3     | KTM       | QAT 21  | ARG 15  | AME 22  | ESP 24  | FRA 20  | ITA 26  | CAT 26  | NED 20   | GER 26  | CZE Ret | AUT 22  | GBR 26  | SM DNS  | ARA DNS | JPN    |        |        | VAL 26 |     |     | 35a | 1   |
| 2017 | Moto3     | Mahindra  |         |         |         |         |         |         |         |          |         |         |         |         |         |         |        | AUS 19 | MAL 24 |        |     |     | 35a | 1   |
| 2019 | MotoE     | Energica  | GER 16  | AUT 16  | SM1 6   | SM2 5   | VAL1 14 | VAL2 12 |         |          |         |         |         |         |         |         |        |        |        |        |     |     | 14a | 27  |
| 2020 | MotoE     | Energica  | ESP 15  | ANC 11  | SM 15   | EMI1 11 | EMI2 11 | FRA1 7  | FRA2 9  |          |         |         |         |         |         |         |        |        |        |        |     |     | 17a | 33  |
| 2021 | MotoE     | Energica  | ESP 9   | FRA 10  | CAT 11  | NED 15  | AUT 17  | SM1 13  | SM2 11  |          |         |         |         |         |         |         |        |        |        |        |     |     | 15a | 27  |
| 2022 | MotoE     | Energica  | ESP1 15 | ESP2 14 | FRA1 14 | FRA2 15 | ITA1 16 | ITA2 15 | NED1 15 | NED2 · 8 | AUT1 11 | AUT2 14 | SM1 14  | SM2 Ret |         |         |        |        |        |        |     |     | 17a | 21  |
| 2022 | Moto3     | KTM       | QAT     | INA     | ARG     | AME     | POR     | ESP     | FRA     | ITA      | CAT     | GER     | NED     | GBR     | AUT     | SM      | ARA 27 | JPN    | THA    | AUS    | MAL | VAL | 43a | 0   |
| 2023 | MotoE     | Ducati    | FRA1 12 | FRA2 15 | ITA1 17 | ITA2 14 | GER1 15 | GER2 18 | NED1 18 | NED2 15  | GBR1 15 | GBR2 13 | AUT1 15 | AUT2 18 | CAT1 16 | CAT2 16 | SM1 13 | SM2 16 |        |        |     |     | 18a | 17  |
| 2024 | MotoE     | Ducati    | POR1 11 | POR2 17 | FRA1 14 | FRA2 14 | CAT1 13 | CAT2 13 | ITA1 15 | ITA2 17  | NED1 11 | NED2 13 | GER1 12 | GER2 17 | AUT1 10 | AUT2 12 | SM1 14 | SM2 13 |        |        |     |     | 16a | 43  |

 Només la meitat dels punts atorgats en haver-se completat menys de dos terços de la distància de la cursa (però almenys tres voltes completes).

### Resultats al WCR
(Llegenda) (Curses en negreta indiquen pole; curses en  itàlica indiquen volta ràpida)
| Any  | Moto          | 1      | 2      | 3      | 4      | 5      | 6      | 7      | 8        | 9      | 10     | 11     | 12       | Pos. | Pts |
| ---- | ------------- | ------ | ------ | ------ | ------ | ------ | ------ | ------ | -------- | ------ | ------ | ------ | -------- | ---- | --- |
| 2024 | Yamaha YZF-R7 | MIS1 1 | MIS2 1 | DON1 4 | DON2 1 | ARG1 1 | ARG2 3 | CRE1 1 | CRE2 Ret | EST1 2 | EST2 3 | JER1 1 | JER2 Ret | 2a   | 215 |